# La-Vigne-Plan

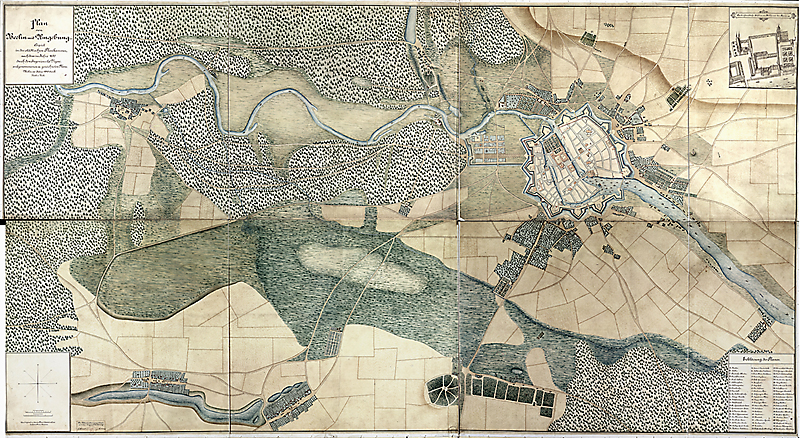
Plan von Berlin mit Umgebung, Kopie von 1890

Der La-Vigne-Plan (historisch Plan Geometral De Berlin E Des Environs) ist einer der ältesten bekannten Stadtpläne von Berlin. Er wurde 1685 von La Vigne angefertigt.

## Beschreibung
Die Umstände der Entstehung des Plans können nur erschlossen werden.
La Vigne war Ingenieur und wahrscheinlich am Bau der neuen Befestigungsanlage um Berlin beteiligt, die 1683 abgeschlossen wurde.
Der Plan zeigt die Doppelstadt Berlin-Cölln zum Ende der Regierungszeit von Kurfürst Friedrich Wilhelm (1620–1688). Er enthält außerdem erstmals die weitere Umgebung der damaligen Stadt bis zum heutigen Charlottenburg, die auf den einzigen beiden erhaltenen älteren Plänen von Memhardt (1652) und Lindholz (um 1660) noch nicht dargestellt worden war.
1890 wurde eine originalgetreue Kopie angefertigt.
Das Original befand sich bis etwa 1945 im Hohenzollernmuseum im Schloss Monbijou in Berlin und ging dann verloren. Von ihm gibt es keine weiteren Reproduktionen.
Die Kopie von 1890 liegt jetzt im Landesarchiv Berlin.